# Маркіз Твіндейл

Герб лордів Хей з Єстера

Герб маркізів Твіндейл

Маркіз Твіндейл (англ. Marquess of Tweeddale) — титул у системі перства Шотландії, започаткований у 1694 для другого графа Твіндейла. Історія титулу лордів Твіндейл виглядає так: граф Твіндейл (1646), граф Гіффорд (1694), Віконт Волден (1694), лорд Хей з Єстера (1488) та барон Твіндейл (1881). Усі ці титули створювались у перстві Шотландії. 

## Лорди Хей з Єстера (1488)
- Джон Хей, 1-й лорд Хей з Єстера (1450—1508)
  - Томас Хей, майстер Єстера (пом. між 1502—1504)
- Джон Хей, 2-й лорд Хей з Єстера (пом. 1513)
- Джон Хей, 3-й лорд Хей з Єстера (пом. 1543)
- Джон Хей, 4-й лорд Хей з Єстера (пом. 1557)
- Вільям Хей, 5-й лорд Хей з Єстера (пом. 1586)
- Вільям Хей, 6-й лорд Хей з Єстера (пом. 1591)
- Джеймс Хей, 7-й Лорд Хей з Єстера (пом. 1609)
- Джон Хей, 8-й лорд Хей з Єстера (1593—1653)

## Графи Твіндейл (1646)
- Джон Хей, 1-й граф Твіндейл (1593—1653)
- Джон Хей, 2-й граф Твіндейл (1626—1697)

## Маркізи Твіндейл (1694)
- Джон Хей, 1-й маркіз Твіндейл (1626—1697)
- Джон Хей, 2-й маркіз Твіндейл (1645—1713)
- Чарльз Хей, 3-й маркіз Твіндейл (1670—1715)
- Джон Хей, 4-й маркіз Твіндейл (1695—1762)
- Джордж Хей, 5-й маркіз Твіндейл (1758—1770)
- Джордж Хей, 6-й маркіз Твіндейл (1700—1787)
- Джордж Хей, 7-й маркіз Твіндейл (1753—1804)
- Джордж Хей, 8-й маркіз Твіндейл (1787—1876)
  - Джордж Хей, граф Гіффорд (1822—1862)
- Артур Хей, 9-й маркіз Твіндейл (1824—1878)
- Вільям Монтегю Хей, 10-й маркіз Твіндейл (1826—1911)
- Вільям Джордж Монтегю Хей, 11-й маркіз Твіндейл (1884—1967)
  - Лорд Хей (1928—1928)
- Девід Джордж Монтегю Хей, 12-й маркіз Твіндейл (1921—1979)
- Едвард Хей, 13-й маркіз Твіндейл (1947—2005)
- Чарльз Хей, 14-й маркіз Твіндейл (нар. 1947)

Нині спадкоємцем титулу є молодший брат останнього лорд Алістер Джеймс Монтегю Хей, майстер Твіндейл (нар. 1955)